# Dewira
Dewira (hebr.: דביר) – kibuc położony w samorządzie regionu Bene Szimon, w Dystrykcie Południowym, w Izraelu.
Leży w północnej części pustyni Negew.
Członek Ruchu Kibuców (Ha-Tenu’a ha-Kibbucit).

## Historia
Kibuc został założony w 1951 przez imigrantów z Węgier, członków ruchu Ha-Szomer Ha-Cair.

## Gospodarka
Gospodarka kibucu opiera się na intensywnym rolnictwie.

## Komunikacja
Na zachód od kibucu przebiega droga ekspresowa nr 40  (Kefar Sawa-Ketura).